# Hápax
Un hápax o hápax legómenon es una palabra que ha aparecido registrada solamente una vez en un corpus, ya sea un idioma dado, un autor u obra específica.  Hápax legómenon  o  Hápax Eirémeron  es una transliteración del griego άπάξ λεγόμενον (άπάξ (adv. m.) “una sola vez” y τό λεγόμενον, part. pres. pasivo de λέγειν “decir”: “lo dicho”).
Un hápax legómenon es una palabra que solo aparece una vez dentro de un contexto, ya sea en el registro escrito de un idioma entero, en las obras de un autor o dentro de un solo texto. La primera mención conocida de esta expresión se encuentra en un texto en inglés de 1654
Cuando la palabra se repite dos, tres o cuatro veces, recibe el nombre de Dis Legómenon, Tris Legómenon y Tétrakis Legómenon respectivamente.
Este fenómeno es bastante común, como lo predice la Ley de Zipf, la cual señala que la frecuencia de cualquier palabra en un corpus es inversamente proporcional a su rango en la tabla de frecuencia.
El hápax legómenon se refiere a la aparición de una palabra en un conjunto escrito, mas no en su origen o prevalencia en el habla, a diferencia de un "ocasionalismo".
Los hápax legómena en escritos antiguos son especialmente difíciles de descifrar, ya que es más fácil inferir el significado de una palabra basándose en varios contextos, a diferencia de uno solo. Por ejemplo, muchos de los últimos glifos de la escritura maya sin descifrar son hápax legómena, y los hápax Bíblicos (particularmente en hebreo) son bastante difíciles de traducir.
Entre algunos otros ejemplos de carácter anecdótico, incidental o curioso, están los de Honorificabilitudinitatibus, de Shakespeare; Nortelrye, palabra empleada por Chaucer (c. 1343-1400) con el significado de “educación”; la expresión Ptyx, utilizada por Mallarmé en Plusieurs sonnets (1868), que en palabras del propio autor en una carta a Lefebvre, de 3 de mayo, es el resultado de una búsqueda fónica impuesta por una necesidad de rima forzosa, por lo que se trataría de término creado por la magia de la rima, carente de significado referencial en el lexicón ni en el diccionario, pero abierto a algún tipo de connotación dependiente de su contexto específico y relacionado con Ptah, dios egipcio “alfarero divino”, y al sentido de “mágico o sagrado”, al amparo de su raíz griega ligada a otras palabras como Fênix (“Fénix”), ônix (“ónice”) y Stix (“Estigia”). No menos significativo, en el marco contextual de la Biblia, es el término hebreo Golem (golmi < gelem) (Salmos 139: 16), que aparece una sola vez.